# Karl Schwinke
Karl Schwinke (* 16. September 1950 in Godensholt, Landkreis Ammerland; † 20. September 2024) war ein deutscher Politiker der SPD.

## Leben
Karl Schwinke absolvierte eine Ausbildung für den gehobenen allgemeinen Verwaltungsdienst und leistete im Anschluss seinen Wehrdienst ab. 1973 wurde er Regierungsinspektor und war im Bezirksamt Eimsbüttel und der Umweltbehörde der Stadt Hamburg tätig. In den Jahren 1982 bis 1984 arbeitete er als wissenschaftlicher Mitarbeiter der SPD-Bürgerschaftsfraktion und wechselte dann bis 1993 als Büroleiter, Leiter der Präsidialabteilung und Regierungsdirektor in die Baubehörde.
Von 1993 bis 1996 übernahm er die Aufgabe als Trainee und Vorstandsassistent bei der Hamburger Hochbahn AG. Von 1996 bis 2003 war er Bereichsleiter beim Hamburger Verkehrsverbund (HVV) und ist seit 2003 Mitglied der Geschäftsleitung der metronom Eisenbahngesellschaft. Neben seinem beruflichen und parteipolitischen Engagement war er Mitglied der Gewerkschaft Ver.di und der Arbeiterwohlfahrt. Er war verheiratet und hatte zwei Kinder.

## Politik
Karl Schwinke war Distriktsvorsitzender der SPD Lemsahl-Duvenstedt und seit 2000 Mitglied des Kreisvorstandes der SPD-Wandsbek. Seit 2004 war er außerdem Kreisvorsitzender von Wandsbek und wurde auf der Kreisdelegiertenversammlung 2006 mit 85 % Zustimmung wiedergewählt. Zudem war er seit 2004 Mitglied des geschäftsführenden SPD-Landesvorstandes. Er war außerdem Mitglied des Wirtschaftsforums der SPD. Er war bis 2008 Mitglied der Bezirksversammlung Hamburg-Wandsbek und stellvertretender Vorsitzender der SPD-Fraktion. Dort saß er unter anderem im Hauptausschuss, im Planungsausschuss sowie im Ausschuss für Wirtschaft, Verkehr und Tourismus.
Im Februar 2008 konnte er bei der Bürgerschaftswahl über die Landesliste der SPD in die Hamburgische Bürgerschaft einziehen. Für seine Fraktion war er Mitglied im Innenausschuss, Wirtschaftsausschuss sowie im Kultur-, Kreativwirtschafts- und Tourismusausschuss und Fachsprecher für Wirtschaft. Vom 24. Juni 2011 bis zum 1. März 2015 war er Staatsrat in der Behörde für Inneres und Sport (für den Bereich Sport) sowie in der Finanzbehörde (für den Bereich Bezirke). Vom 2. März 2015 bis 2020 war er erneut Abgeordneter der Hamburgischen Bürgerschaft.